# 요코하마 개항자료관

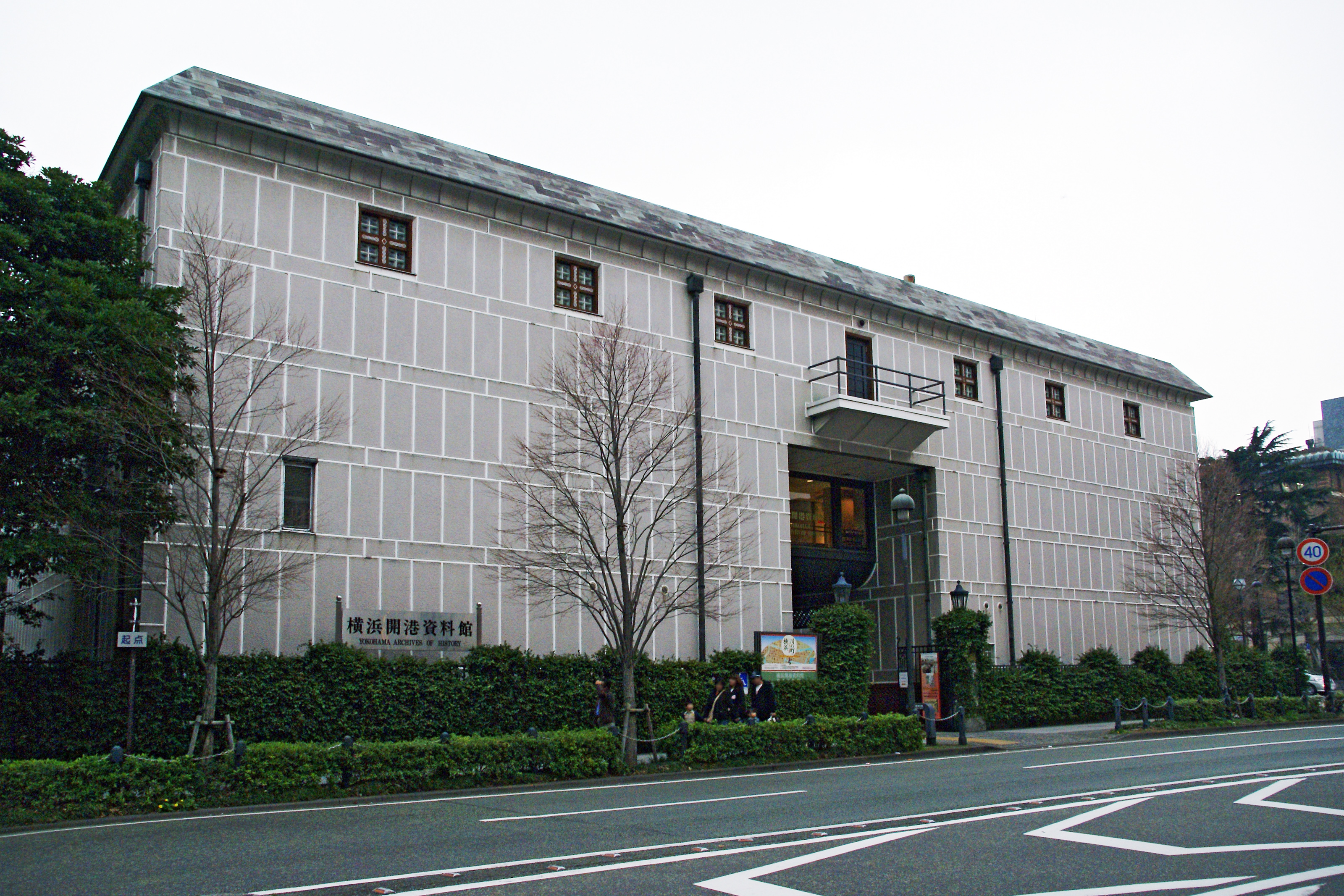
신관

요코하마 개항자료관 (横浜開港資料館)은 가나가와현 요코하마시 나카구의 야마시타 공원 근처의 자료관이다. 1853년 매튜 C. 페리 제독의 흑선 내항 이후 일본의 대외 관계에 관한 중요한 사료를 다수 소장하고 있다.

## 개요

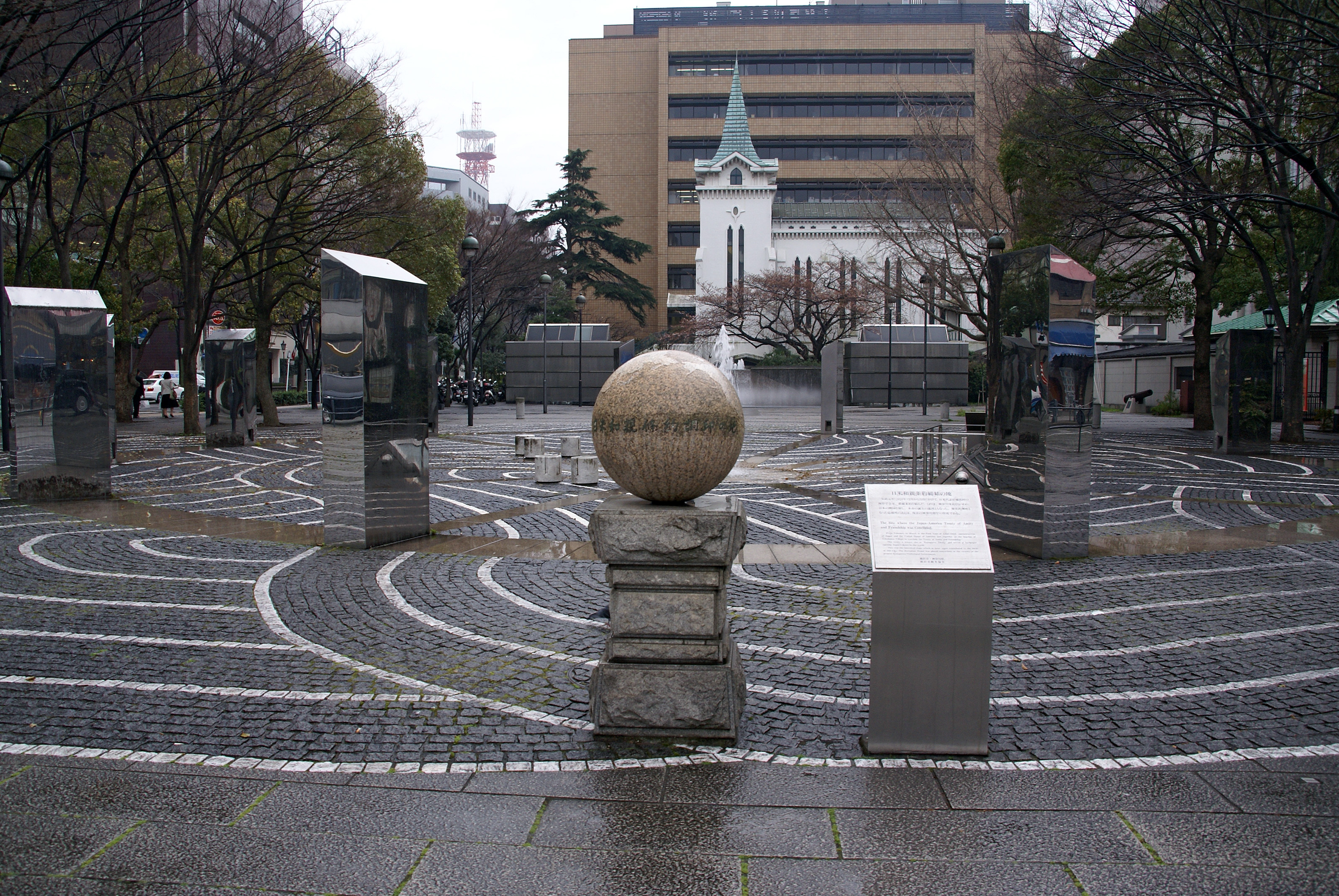
요코하마 개항자료관 옆 개항광장의 가나가와 조약 체결 기념비

요코하마 개항자료관은 페리 제독이 가나가와 조약 체결을 위해 상륙한 개항광장 옆에 위치하고 있다. 미나토미라이 선 니혼오도리 역에서 도보로 2분 거리에 있다.
요코하마 개항자료관은 구 영국 영사관 건물에 1981년 개관하였다. 구 영국 영사관 건물은 1923년 관동 대지진으로 무너진 것을 1931년에 새로 지은 것으로, 1972년까지 영사관으로 사용하였다. 구관 1층은 작은 기념홀로, 관동 대지진 당시 사망한 영사관원들과 1863년 사쓰에이 전쟁에서 전사한 영국 선원들을 기념하기 위한 명판이 전시되어 있다.
신관 지하의 열람실에는 메이지 시대부터 쇼와 시대까지 일본에서 출판된 외국어와 일본어 신문을 소장하고 있다. 1층과 2층의 전시 공간에는 페리 제독의 흑선 내항 이후 일본과 요코하마의 변화를 보여주는 기록물과 사진 등을 전시하고 있다.

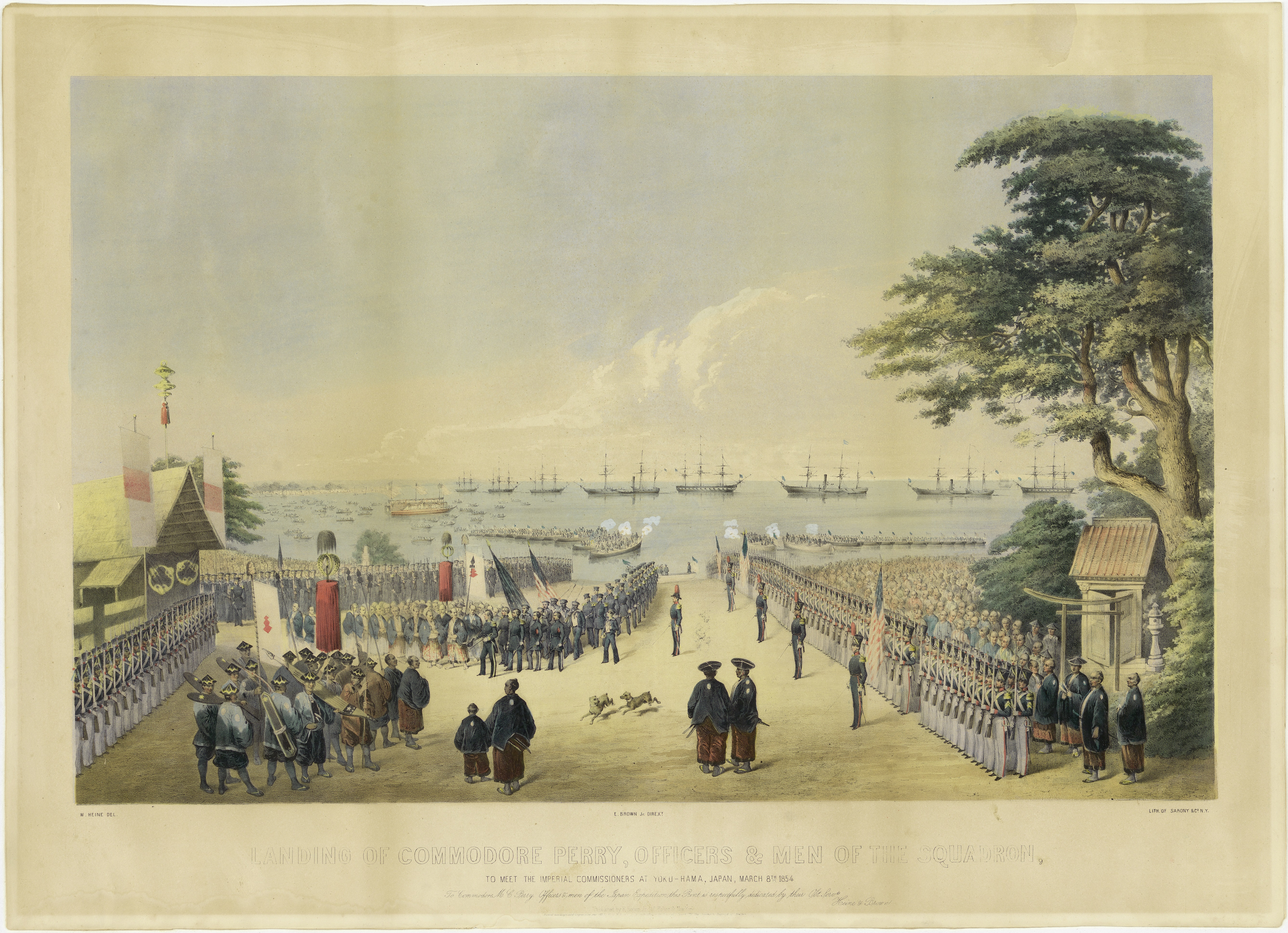
1854년 3월 8일 가나가와 조약 체결 기록화의 후박나무 (E. Brown, Jr., 1855-1856)

구관과 신관 사이 마당의 후박나무는 페리 제독 내항 당시의 기록화에도 그려져 있는 나무이다. 당시의 나무는 1866년의 대화재와 1923년의 관동대지진으로 소실되었으나 그 때마다 뿌리에서 싹을 틔워 현재의 나무로 자라났다. 요코하마 개항의 상징 개국 엑스포 Y150의 마스코트 「다네마루」(たねまる)는 개항 자료관의 후박나무 요정이라는 설정이다.

## 소장 자료
에도 막부 말기부터 쇼와 초기에 걸친 요코하마의 역사, 문화, 항만, 경제 등에 관한 자료 25만 점을 소장하고 있다.
- 문서 기록류 - 개인, 단체, 행정기관 등의 역사 자료
- 행정 자료 - 주로 요코하마 시와 가나가와 현에서 발행한 간행물
- 신문・잡지 - 요코하마 마이니치신문, 요코하마 무역신보, 요코하마 상공회의소 월보 등 주로 가나가와 현에서 발행된 신문의 사본을 공개하고 있다. 외국인 거류지에서 발행된 외국어 신문・잡지도 소장
- 문헌 자료 - 2차 세계대전 이전에 간행된 서적, 자료집, 인명록
- 사진 자료 - 가와라반・우키요에・사진・연극 순위・그림・엽서
- 지도・도면 - 약 300점의 지도와 요코하마 시에서 작성한 3000:1 지형도, 건축 도면 등
- 개인 컬렉션 - 개인 수집가가 남긴 자료와 장서

## 같이 보기
- 어니스트 매이슨 사토우